# 고양군
| Daedongyeojido (Gyujanggak) 12-04.jpg | Daedongyeojido (Gyujanggak) 12-03.jpg |
| Daedongyeojido (Gyujanggak) 13-05.jpg | Daedongyeojido (Gyujanggak) 13-04.jpg |

고양군(高陽郡)은 경기도 고양시의 이전 행정 구역으로, 조선 태종 13년(1413년) 고봉현과 행주(덕양)현을 합쳐서 만든 고양현에 기원한다. 1471년에 고양현이 고양군으로 승격되었고, 1992년 고양시로 승격하였다.
1906년에 양주군 신혈면이 편입됐고, 1914년 행정구역 대개편으로 경성부의 성저십리 지역 8개면이 편입됐다. 이 때문에 일제강점기에는 경성부(사대문 안), 양주군(현 서울특별시 도봉구, 노원구, 중랑구)를 뺀 나머지 한강 이북 서울 전부와 여율, 면목, 잠실이 고양군에 속하였다.
1949년 8월 13일 행정구역 개편으로 1914년에 고양군으로 편입되었던 경성부 성저십리 지역이 거의 전부 서울특별시로 재편입되었다.

## 연혁
- 백제·고구려 : 달을성현(達乙省縣, 고봉), 개백현(행주, 덕양)
- 신라 : 고봉현(高峰縣)으로 개칭.
- 조선 초 : 고봉현(高峰縣)·덕양현(德陽縣)·부원현(富原縣)·황조향(荒調鄕)을 합침.
- 1394년(조선 태조 8년) : 감무를 둠.
- 1413년(태종 13년) : 고봉현과 덕양현을 고양현으로 합하였다.
- 1471년(성종 2년) : 경릉(敬陵)과 창릉(昌陵)이 있다 하여 군(郡)으로 승격되었다. 연산군 10년(1504년) 이를 폐하고 유행(流行)하는 곳으로 만들었다가 중종 1년(1506년) 군으로 복구되었다.
- 1895년 6월 23일(음력 윤5월 1일) : 한성부 고양군으로 개편하였다.
- 1896년 8월 4일 : 경기도 고양군으로 개편하였다.
- 1906년 9월 24일 : 양주군 신혈면(神穴面)을 편입하였다.[5]
- 1914년 4월 1일 : 경성부 8개 면, 양주군 고양주면(古楊州面)이 편입되고,[2] 일부 면을 통폐합하여 12개면으로 개편하였다. (12면)

| 조선총독부령 제111호 |             | |
| 구 행정구역 | 신 행정구역 | 신 행정구역 |
| 경성부 용산면(龍山面) | 용강면      | 공덕리, 동막상리(東幕上里), 동막하리(東幕下里), 신공덕리, 염리, 토정리 |
| 경성부 서강면(西江面) | 용강면      | 구수철리(舊水鐵里), 당인리, 상수일리(上水溢里), 신수철리(新水鐵里), 신정리, 아현리, 여율리(女栗里), 창전리, 하수일리(下水溢里), 하중리, 현석리                                         |
| 경성부 숭신면(崇信面) 돈암리/삼선평, 미아리/불당동, 번리, 성북동, 가오리/대수유리/소수유리/화계동, 신설계/탑동/안암신리/우선리, 안암리/궁리/원리/부석동, 우이리, 손가정/청수동/대정릉동/소정릉동, 대종암동/소종암동 | 숭인면      | 돈암리, 미아리, 번리, 성북리, 수유리, 신설리, 안암리, 우이리, 정릉리, 종암리 |
| 경성부 인창면(仁昌面) 답삽리, 상월곡, 석관리, 용두리, 이문동, 장위리, 전농리, 제기리, 청량리, 하월곡, 병점리/회기리, 휘경원 | 숭인면      | 답십리, 상월곡리, 석관리, 용두리, 이문리, 장위리, 전농리, 제기리, 청량리, 하월곡리, 회기리, 휘경리                                                                                     |
| 경성부 연희면(延禧面) | 연희면      | 남가좌리, 노고산리, 대현리, 동세교리(東細橋里), 망원리, 봉원리, 북가좌리, 상암리, 서세교리(西細橋里), 성산리, 수색리, 신촌리, 아현북리(阿峴北里), 연희리, 중리, 증산리, 창천리, 합정리 |
| 경성부 한지면(漢芝面) 동빙고리, 두모포, 둔지미동/원흥동/서빙고1계 일부, 마장리, 보광리, 사근동, 서계동/(인창면) 상감정후동/하감정후동/상감정동/하감정동/두정동/판정동/관정동/중정동/왕십리1계/반석현/율원, 신당리, 수철리(水鐵里), 신촌리(新村里), 이문동/칠괴동/단지동/판교/상대정동/하대정동/개정동/양지동/왕십리2계/당현/장등동/심정동/무학리/(두모면) 무학동/단지동, 전곶동/행당리 | 한지면      | 동빙고리, 두모리(豆毛里), 둔지리(芚芝里), 마장리, 보광리, 사근리, 상왕십리, 서빙고리, 신당리, 수철리, 신촌리, 이태원리, 주성리, 하왕십리, 한강리(漢江里), 행당리                       |
| 경성부 두모면(豆毛面) 장내능동 일부, 능동 일부, 독도1계/(고양주면) 자마장리 일부, 면목리/(망우리면) 황봉동 일부, 장내능동 일부, 독도2계, 장내능동 일부, 장곡중곡리, 장내능동 일부 | 독도면      | 군자리, 능리, 동독도리(東纛島里), 면목리, 모진리(毛陳里), 서독도리(西纛島里), 송정리, 중곡리, 화양리                                                                                   |
| 양주군 고양주면(古楊州面) 광진리/장의동/산의동 일부, 구정동/산의동 일부/율동 일부/(경성부 두모면) 능동 일부, 신천리 일부/잠실리 일부, 자마장리 일부/율동 일부, 신천리 일부/잠실리 일부 | 독도면      | 광장리, 구의리, 신천리, 자마장리(䳄馬場里), 잠실리 |
| 경성부 은평면(恩平面) 좌월동/갈현동/관동/효경동/비석동 일부, 응암동/구기동, 구산리/노지동, 녹반현, 대조동, 부암동/백석동/무계동, 사정동/관동/불광리/비석동 일부, 신사동, 신영동, 역촌동/상정리, 응암리, 평창리, 홍제원내동, 홍제원외동/백련동/답동, 남문동/삼지동, 상곡리/중곡리, 효자동/사기동/신둔동                                                                                 | 은평면      | 갈현리, 구기리, 구산리, 녹번리, 대조리, 부암리, 불광리, 신사리, 신영리, 역촌리, 응암리, 평창리, 홍제내리, 홍제외리, 홍지리                                                             |
| 경성부 은평면(恩平面) 좌월동/갈현동/관동/효경동/비석동 일부, 응암동/구기동, 구산리/노지동, 녹반현, 대조동, 부암동/백석동/무계동, 사정동/관동/불광리/비석동 일부, 신사동, 신영동, 역촌동/상정리, 응암리, 평창리, 홍제원내동, 홍제원외동/백련동/답동, 남문동/삼지동, 상곡리/중곡리, 효자동/사기동/신둔동                                                                                 | 신도면      | 북한리, 효자리 |
| 고양군 하도면(下道面) | 신도면      | 덕은리, 동산리, 삼송리, 용두리, 향동리, 현천리, 화전리 |
| 고양군 신혈면(神穴面) | 신도면      | 구파발리(舊把撥里), 오금리, 지축리, 진관내리, 진관외리 |
| 고양군 신혈면(神穴面) | 벽제면      | 벽제리, 선유리 |
| 고양군 사리대면(沙里大面) | 벽제면      | 고양리, 관산리, 내유리, 문봉리, 대자리, 사리현리, 설문리, 지영리 |
| 고양군 구이면(九耳面) | 벽제면      | 성석리 |
| 고양군 구이면(九耳面) | 원당면      | 식사리 |
| 고양군 원당면(元堂面) | 원당면      | 도내리, 성사리, 신원리, 원당리, 원흥리, 주교리 |
| 고양군 송산면(松山面) 가좌동 일부/(교하군 석곶면) 동패리 일부, 구산리 일부, 덕이동 일부/(석곶면) 동패리 일부/(와동면) 야당리 일부 | 송포면      | 가좌리, 구산리, 덕이리 |
| 고양군 사포면(巳浦面) 대화리/(김포군 군내면) 걸포리 일부, 법곳리 | 송포면      | 대화리, 법곶리 |
| 고양군 구지도면(求知道面) 강매리, 내곡리, 대장리, 토당리, 행신리, 행주내리, 행주외리, 화정리 | 지도면      | 강매리, 내곡리, 대장리, 토당리, 행신리, 행주내리, 행주외리, 화정리 |
| 고양군 중면(中面) | 중면        | 장항리, 산황리, 풍리, 마두리, 백석리, 일산리, 주엽리 |
- 1936년 4월 1일 : 용강면, 한지면과 연희면 일부, 숭인면 일부, 은평면 일부가 경성부로 편입되었으며, 연희면 중 경성부에 편입되지 않은 나머지 7개 리를 은평면에 편입하였다. (9면)[6][7]

| 조선총독부령 제8호                                                                    |                                                                              |
| 구 행정구역                                                                           | 신 행정구역                                                                  |
| 고양군 용강면 일원                                                                    | 경성부 여의도정(汝矣島町), 아현정 등                                         |
| 고양군 한지면 일원                                                                    | 경성부 상왕십리정, 하왕십리정, 마장정, 사근정, 행당정, 신당정 등             |
| 고양군 숭인면 안암리, 성북리, 제기리, 신설리, 청량리 등                               | 경성부 안암정, 성북정, 제기정, 신설정, 청량리정 등                           |
| 고양군 은평면 홍제내리, 부암리, 홍지리, 신영리                                        | 경성부 홍제정, 부암정, 홍지정, 신영정                                        |
| 고양군 연희면 대현리, 노고산리, 창천리, 동세교리, 신촌리, 봉원리, 북아현리, 연희리 등 | 경성부 대현정, 노고산정, 창천정, 동교정, 신촌정, 봉원정, 북아현정, 연희정 등 |
| 고양군 연희면 북가좌리, 남가좌리, 성산리, 중리, 수색리, 상암리, 증산리                | 은평면 북가좌리, 남가좌리, 성산리, 중리, 수색리, 상암리, 증산리              |
- 1949년 8월 13일 : 숭인면이 서울특별시 성북구에, 뚝도면이 서울특별시 성동구에, 은평면이 서울특별시 서대문구에 편입되었다. (6면)[4] 이들 지역을 관할하기 위해 각각 숭인·뚝도·은평출장소가 설치되었다.[8] 이로써 1914년에 고양군으로 편입되었던 경성부 성저십리 지역이 전부 서울특별시로 재편입되었다.

| 대통령령 제159호 시·도의관할구역및구·군의명칭·위치·관할구역변경의건 대통령령 제160호 서울시구출장소설치에관한건 |                                |
| 구 행정구역 | 신 행정구역                    |
| 고양군 숭인면                                                                                                   | 서울특별시 성북구 숭인출장소   |
| 고양군 뚝도면                                                                                                   | 서울특별시 성동구 뚝도출장소   |
| 고양군 은평면                                                                                                   | 서울특별시 서대문구 은평출장소 |
- 1961년 8월 7일 : 고양군청이 서울특별시 중구 을지로6가에서 고양군 원당면 주교리로 이전하였다.[9]
- 1967년 3월 28일 : 신도면에 화전출장소가 설치되었다.(6면 1출장소)
- 1973년 7월 1일 : 신도면 구파발리, 진관내리 및 진관외리가 서울시 서대문구에 편입되고, 신도면이 신도읍으로 승격하였다.[10] (1읍 5면 1출장소)
- 1979년 5월 1일 : 원당면이 원당읍으로 승격하였다.[11] (2읍 4면 1출장소)
- 1980년 12월 1일 : 벽제면이 벽제읍으로, 중면이 일산읍으로 각각 승격하였다.[12] (4읍 2면 1출장소)
- 1985년 10월 1일 : 지도면이 지도읍으로 승격하였고, 신도읍 화전리·현천리·덕은리·향동리를 관할로 하여 화전출장소가 화전읍으로 승격하였다.[13] (6읍 1면)
- 1986년 11월 1일 : 일산읍 백마출장소 설치 (6읍 1면 1출장소)
- 1989년 6월 1일 : 고양군 일산읍, 송포면 지역에 일산신도시 건설이 추진되었다.
- 1992년 2월 1일 : 고양군이 고양시로 승격하였다.[1] 원당읍이 주교동·식사동·원신동·흥도동·성사동으로, 신도읍이 효자동·신도동·창릉동으로, 일산읍이 중동·일산동·풍산동·천청동·백마동·낙민동·장항동으로, 벽제읍이 고양동·관산동·고봉동으로, 지도읍이 능곡동·화정동·행주동·행신동으로, 화전읍이 화전동·대덕동으로, 송포면이 송포동·송산동으로 분동. (26행정동)

## 행정 구역
1914년의 행정구역과 현재의 행정구역 비교
| 1914년                  | 1914년 | 현재            | 현재 |
| 면                      | 리 | 구              | 동 |
| ----------------------- | --- | --------------- | --- |
| 용강면 (龍江面)         | 여율리 | 서울 영등포구   | 여의도동 |
| 용강면 (龍江面)         | 현석리, 신수철리, 구수철리, 창전리, 하중리, 신정리, 당인리, 아현리, 공덕리, 신공덕리, 염리, 동막상리, 동막하리, 토정리, 상수일리, 하수일리       | 서울 마포구     | 현석동, 신수동, 구수동, 창전동, 하중동, 신정동, 당인동, 아현동, 공덕동, 신공덕동, 염리동, 용강동, 대흥동, 토정동, 상수동 일부, 상수동 일부 |
| 연희면 (延禧面)         | 노고산리, 서세교리, 동세교리, 합정리, 망원리, 성산리, 중리, 상암리, 연희리 일부                                                                  | 서울 마포구     | 노고산동, 서교동, 동교동, 합정동, 망원동, 성산동, 중동, 상암동, 연남동                                                                     |
| 연희면 (延禧面)         | 아현북리, 대현리, 창천리, 신촌리, 봉원리, 남가좌리, 북가좌리, 연희리 일부                                                                        | 서울 서대문구   | 북아현동, 대현동, 창천동, 신촌동, 봉원동, 남가좌동, 북가좌동, 연희동                                                                       |
| 연희면 (延禧面)         | 증산리, 수색리 | 서울 은평구     | 증산동, 수색동 |
| 은평면 (恩平面)         | 녹번리, 응암리, 신사리, 구산리, 역촌리, 대조리, 갈현리, 불광리                                                                                   | 서울 은평구     | 녹번동, 응암동, 신사동, 구산동, 역촌동, 대조동, 갈현동, 불광동                                                                             |
| 은평면 (恩平面)         | 홍제내리, 홍제외리 | 서울 서대문구   | 홍제동, 홍은동 |
| 은평면 (恩平面)         | 부암리, 홍지리, 신영리, 구기리, 평창리 | 서울 종로구     | 부암동, 홍지동, 신영동, 구기동, 평창동 |
| 숭인면 (崇仁面)         | 성북리, 안암리, 종암리, 정릉리, 장위리, 석관리, 상월곡리, 하월곡리, 신설리 일부, 미아리 일부, 돈암리 일부, 돈암리 일부, 돈암리 일부, 돈암리 일부 | 서울 성북구     | 성북동, 안암동, 종암동, 정릉동, 장위동, 석관동, 상월곡동, 하월곡동, 보문동, 길음동, 돈암동, 동소문동, 삼선동, 동선동                       |
| 숭인면 (崇仁面)         | 번리, 수유리, 우이리, 미아리 일부 | 서울 강북구     | 번동, 수유동, 우이동, 미아동 |
| 숭인면 (崇仁面)         | 답십리 일부, 용두리 일부 | 서울 성동구     | 용답동 |
| 숭인면 (崇仁面)         | 전농리, 청량리, 회기리, 휘경리, 이문리, 제기리, 신설리 일부, 답십리 일부, 용두리 일부                                                            | 서울 동대문구   | 전농동, 청량리동, 회기동, 휘경동, 이문동, 제기동, 신설동, 답십리동, 용두동                                                                 |
| 뚝도면 (纛島面, 독도면) | 군자리 일부, 중곡리 일부 | 서울 동대문구   | 장안동 |
| 뚝도면 (纛島面, 독도면) | 화양리, 모진리, 능리, 자마장리, 구의리, 광장리, 군자리 일부, 중곡리 일부, 동뚝도리 일부                                                          | 서울 광진구     | 화양동 일부, 화양동 일부, 능동, 자양동 일부, 구의동, 광장동, 군자동, 중곡동, 자양동 일부                                                   |
| 뚝도면 (纛島面, 독도면) | 면목리 | 서울 중랑구     | 면목동 |
| 뚝도면 (纛島面, 독도면) | 신천리, 잠실리 | 서울 송파구     | 신천동, 잠실동 |
| 뚝도면 (纛島面, 독도면) | 송정리, 서뚝도리, 동뚝도리 일부 | 서울 성동구     | 송정동, 성수동1가, 성수동2가 |
| 한지면 (漢芝面)         | 두모리, 수철리, 신촌리, 행당리, 상왕십리, 마장리, 사근리, 하왕십리 일부, 하왕십리 일부, 하왕십리 일부                                            | 서울 성동구     | 옥수동, 금호동, 응봉동, 행당동, 상왕십리동, 마장동, 사근동, 하왕십리동, 홍익동, 도선동                                                     |
| 한지면 (漢芝面)         | 이태원리, 둔지리, 동빙고리, 서빙고리, 주성리, 보광리, 한강리                                                                                     | 서울 용산구     | 이태원동, 용산동, 동빙고동, 서빙고동, 주성동, 보광동, 한남동                                                                               |
| 한지면 (漢芝面)         | 신당리 일부, 신당리 일부, 신당리 일부, 신당리 일부                                                                                               | 서울 중구       | 신당동, 흥인동, 황학동, 무학동 |
| 신도면 (神道面)         | 구파발리, 진관외리, 진관내리 | 서울 은평구     | 진관동 |
| 신도면 (神道面)         | 오금리, 지축리, 삼송리, 동산리, 용두리, 향동리, 덕은리, 화전리, 현천리, 북한리, 효자리                                                           | 고양시 덕양구   | 오금동, 지축동, 삼송동, 동산동, 용두동, 향동동, 덕은동, 화전동, 현천동, 북한동, 효자동                                                     |
| 지도면 (知道面)         | 행주내리, 행주외리, 강매리, 토당리, 화정리, 대장리, 내곡리, 행신리, 신평리                                                                       | 고양시 덕양구   | 행주내동, 행주외동, 강매동, 토당동, 화정동, 대장동, 내곡동, 행신동, 신평동                                                                 |
| 원당면 (元堂面)         | 신원리, 원흥리, 주교리, 성사리, 원당리, 도내리                                                                                                   | 고양시 덕양구   | 신원동, 원흥동, 주교동, 성사동, 원당동, 도내동                                                                                             |
| 원당면 (元堂面)         | 식사리 | 고양시 일산동구 | 식사동 |
| 벽제면 (碧蹄面)         | 고양리, 대자리, 관산리, 내유리, 벽제리, 선유리                                                                                                   | 고양시 덕양구   | 고양동, 대자동, 관산동, 내유동, 벽제동, 선유동                                                                                             |
| 벽제면 (碧蹄面)         | 지영리, 설문리, 사리현리, 문봉리, 성석리 | 고양시 일산동구 | 지영동, 설문동, 사리현동, 문봉동, 성석동                                                                                                   |
| 중면 (中面)             | 장항리, 산황리, 풍리, 마두리, 백석리, 일산리 일부, 일산리 일부                                                                                   | 고양시 일산동구 | 장항동, 산황동, 풍동, 마두동, 백석동, 정발산동, 중산동                                                                                     |
| 중면 (中面)             | 일산리 일부, 주엽리 | 고양시 일산서구 | 일산동, 주엽동 |
| 송포면 (松浦面)         | 구산리, 가좌리, 대화리, 법곳리, 덕이리 일부, 덕이리 일부                                                                                         | 고양시 일산서구 | 구산동, 가좌동, 대화동, 법곳동, 덕이동, 탄현동                                                                                             |

## 역대 군수
| 대수 | 군수   | 임기                                | 비고 |
| ---- | ------ | ----------------------------------- | ---- |
| 1대  | 이택수 | 1948년 8월 15일 - 1948년 12월 31일  |      |
| 2대  | 정장해 | 1949년 1월 1일 - 1951년 1월 6일     |      |
| 3대  | 김건열 | 1951년 1월 7일 - 1953년 1월 15일    |      |
| 4대  | 방치호 | 1953년 1월 16일 - 1953년 11월 19일  |      |
| 5대  | 최홍구 | 1953년 11월 20일 - 1954년 3월 16일  |      |
| 6대  | 신현종 | 1954년 3월 17일 - 1956년 7월 19일   |      |
| 7대  | 남승희 | 1956년 7월 20일 - 1958년 1월 16일   |      |
| 8대  | 윤만혁 | 1958년 1월 17일 - 1958년 11월 23일  |      |
| 9대  | 강치화 | 1958년 11월 24일 - 1960년 5월 23일  |      |
| 10대 | 구자윤 | 1960년 5월 24일 - 1960년 11월 23일  |      |
| 11대 | 우종봉 | 1960년 11월 25일 - 1961년 11월 7일  |      |
| 12대 | 이영호 | 1961년 11월 8일 - 1962년 1월 5일    |      |
| 13대 | 박상필 | 1962년 1월 6일 - 1962년 12월 3일    |      |
| 14대 | 조남린 | 1962년 12월 3일 - 1964년 2월 8일    |      |
| 15대 | 오윤영 | 1964년 3월 1일 - 1966년 3월 18일    |      |
| 16대 | 이원선 | 1966년 3월 19일 - 1966년 11월 30일  |      |
| 17대 | 문일수 | 1966년 12월 1일 - 1967년 12월 9일   |      |
| 18대 | 이병달 | 1967년 12월 10일 - 1968년 6월 14일  |      |
| 19대 | 오건식 | 1968년 6월 15일 - 1969년 5월 4일    |      |
| 20대 | 윤자순 | 1969년 5월 5일 - 1970년 3월 2일     |      |
| 21대 | 유석보 | 1970년 3월 3일 - 1971년 8월 21일    |      |
| 22대 | 유춘복 | 1971년 8월 22일 - 1973년 7월 11일   |      |
| 23대 | 강도희 | 1973년 7월 12일 - 1975년 9월 2일    |      |
| 24대 | 김학기 | 1975년 9월 3일 - 1976년 8월 5일     |      |
| 25대 | 서병목 | 1976년 8월 6일 - 1977년 10월 19일   |      |
| 26대 | 신태섭 | 1977년 10월 20일 - 1979년 11월 14일 |      |
| 27대 | 구연우 | 1979년 11월 15일 - 1981년 7월 5일   |      |
| 28대 | 김남두 | 1981년 7월 6일 - 1982년 3월 2일     |      |
| 29대 | 이재원 | 1982년 3월 3일 - 1983년 4월 8일     |      |
| 30대 | 권호장 | 1983년 4월 9일 - 1984년 7월 5일     |      |
| 31대 | 조재호 | 1984년 7월 6일 - 1986년 3월 7일     |      |
| 32대 | 송달용 | 1986년 3월 8일 - 1988년 8월 17일    |      |
| 33대 | 백성운 | 1988년 8월 18일 - 1991년 1월 14일   |      |
| 34대 | 조재호 | 1991년 1월 15일 - 1992년 1월 27일   |      |
| 35대 | 송달용 | 1992년 1월 28일 - 1992년 1월 31일   |      |